# Hilde Loeters
Hilde Loeters (12 juni 1961) is een Belgische schrijfster van jeugdboeken. Zij woont in Brugge.

## Levensloop
Tot 2001 was Loeters actief als huisarts. In dat jaar werd bij haar echter CVS geconstateerd, waardoor zij haar praktijk moest opzeggen. Zij volgde op dat moment reeds een schrijfcursus en haar ziekte stelde haar in de gelegenheid meer tijd te besteden aan het schrijven van boeken. In 2003 verscheen haar eerste publicatie.

## Publicaties
In 2003 verscheen haar eerste boek, Jos wil er eens uit, dat verhaalt over een schildpad met een identiteitscrisis. Dit werk werd in het Koreaans vertaald.
In de volgende jaren verschenen achtereenvolgens:
- Mama's verdwijnen nooit helemaal (2004).
- Het geheim van Siena Hoed (2005).
- Jos heeft lentekriebels (2005), het vervolg op Jos wil er eens uit.
- Een vriend? (2005).
- Mijn broer is niet gek (2006), in 2007 bekroond met de Inclusieve Griffel.
- De gluurder (2008).
- Bananenijs en zoenende zeehonden (2008).